# フォクトレンダーの一眼レフカメラ製品一覧
フォクトレンダーの一眼レフカメラ製品一覧（フォクトレンダーのいちがんレフカメラせいひんいちらん）は、フォクトレンダーがドイツ時代に製造した、ロールフィルムを使用する一眼レフカメラの一覧である。
全て135フィルムを使用する。

## ベッサマチック/ウルトラマチックシリーズ

### ベッサマチック/ウルトラマチックシリーズボディー

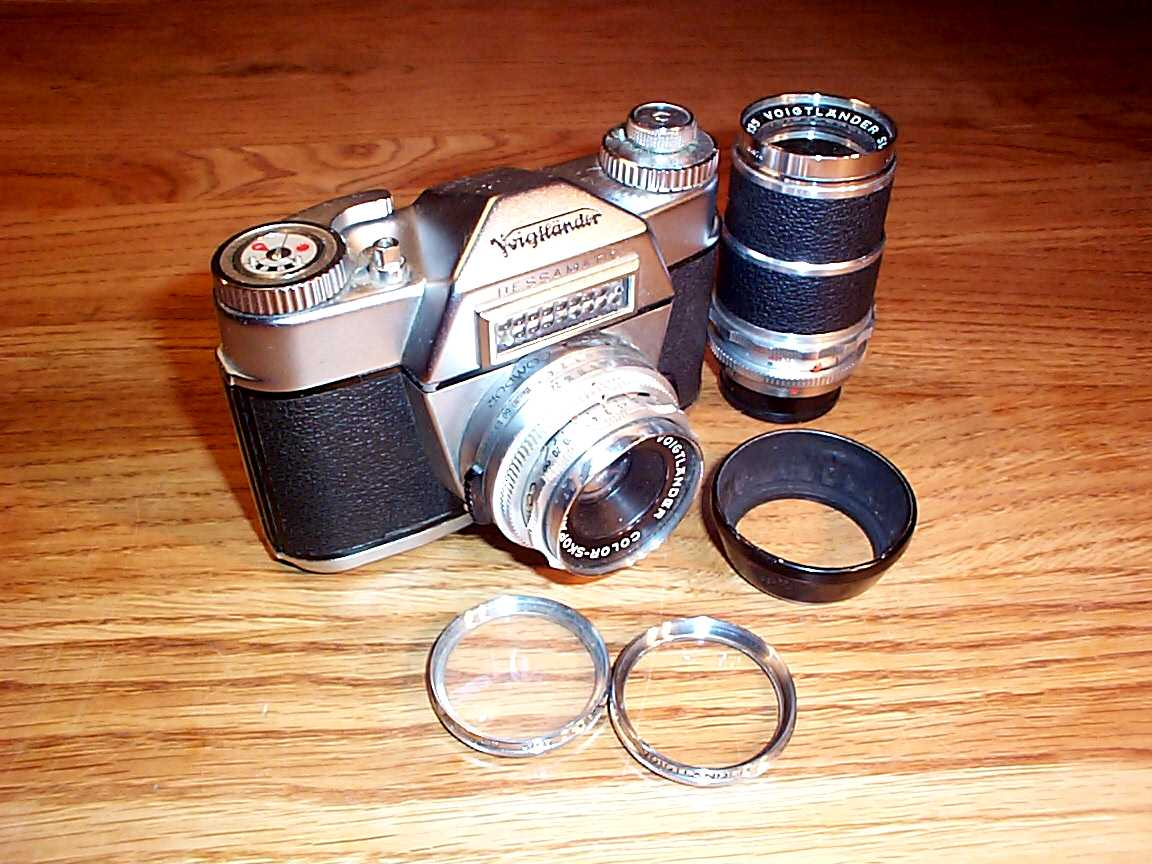
ベッサマチック

デッケルマウントのレンズシャッターレンズ交換式一眼レフカメラ。
- ベッサマチック（Bessamatic 、1959年[1]または1960年[2]発売） - セレン光電池による連動露出計。ライトバリュー。
- ベッサマチックデラックス（Bessamatic Deluxe、1963年発売[3][2]） - ファインダー内で絞りとシャッタスピードを確認可能。
- ウルトラマチック（Ultramatic 、1963年[3]発売） - セレン光電池によるシャッタースピード優先AE。この系列で唯一クイックリターンミラーを備えるが、レンズシャッターでこれを実現するにはシャッターレリーズ時「シャッターを閉める→遮光板とミラーを上げる→シャッターが開いて閉まり露光する→遮光板とミラーを降ろす→シャッターを開く」という複雑な手順で機械が正確に動かなければならない。開放測光なのでさらに併行して「露光までにレンズを絞り込む→露光終了後開放にする」手順も必要である。またクイックリターンでなければ巻き上げの力で直接シャッターチャージを行えるが、クイックリターンを実現するためこの機種では（前回の）巻き上げの力をリボン経由でゼンマイに貯めておき、その力でシャッターチャージを行う。これらを全て機械仕掛けで行うため機械好きの人にはたまらない魅力があるというが、あまりに複雑でまた頑強な構造ではなく非常に複雑で壊れやすいと言われ、面倒なのでほとんど修理する修理屋がない。

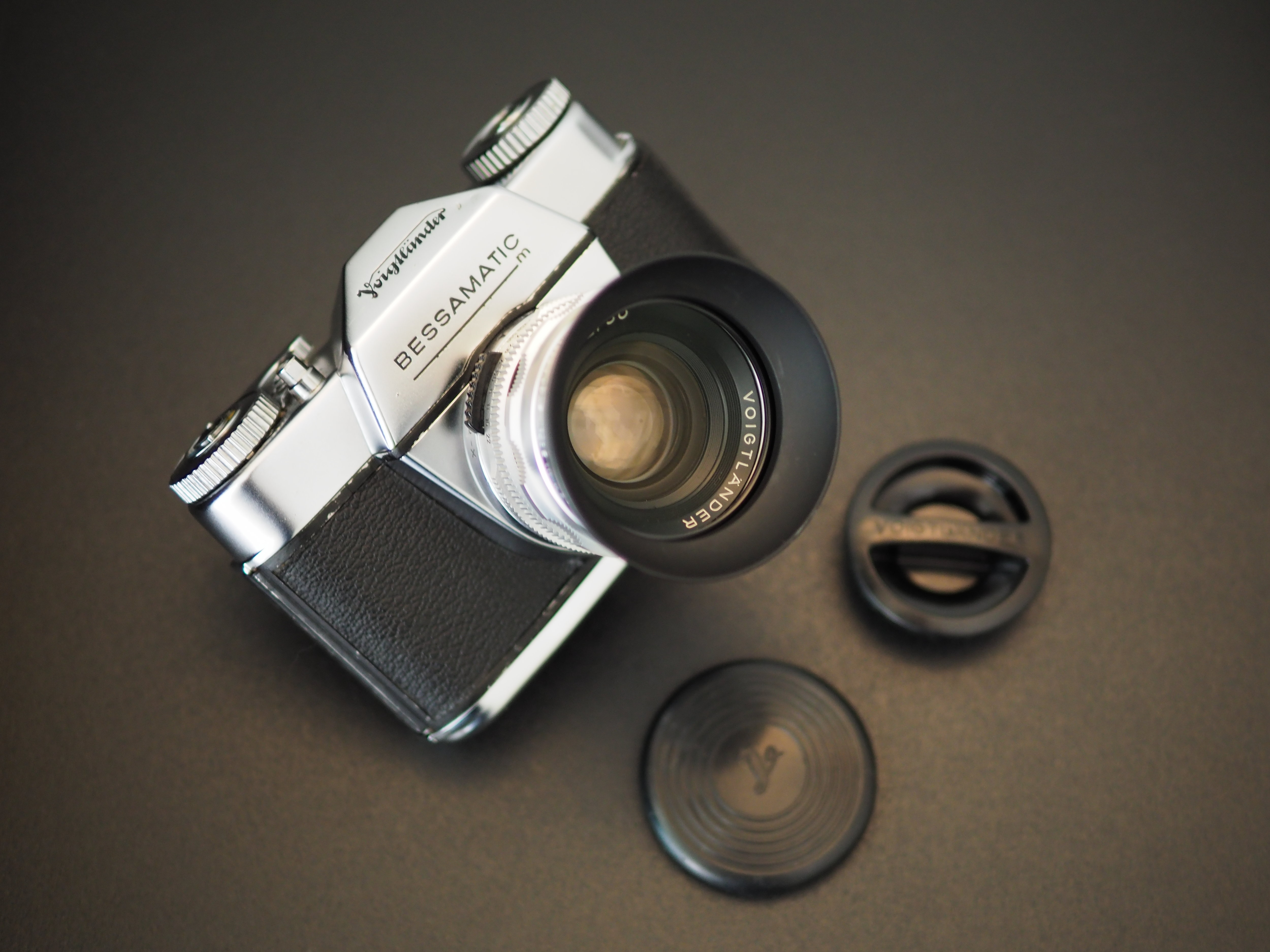
Bessamatic m

- Bessamatic mベッサマチックｍ（Bessamatic ｍ 、1964年発売[2]） - ベッサマチックデラックスから露出計とファインダー内表示機構が省かれており、ライトバリュー機構もない。製造台数が少なく普及機というよりは特殊用途向けの性格が強かったと思われる入手の難しい機種[4]。

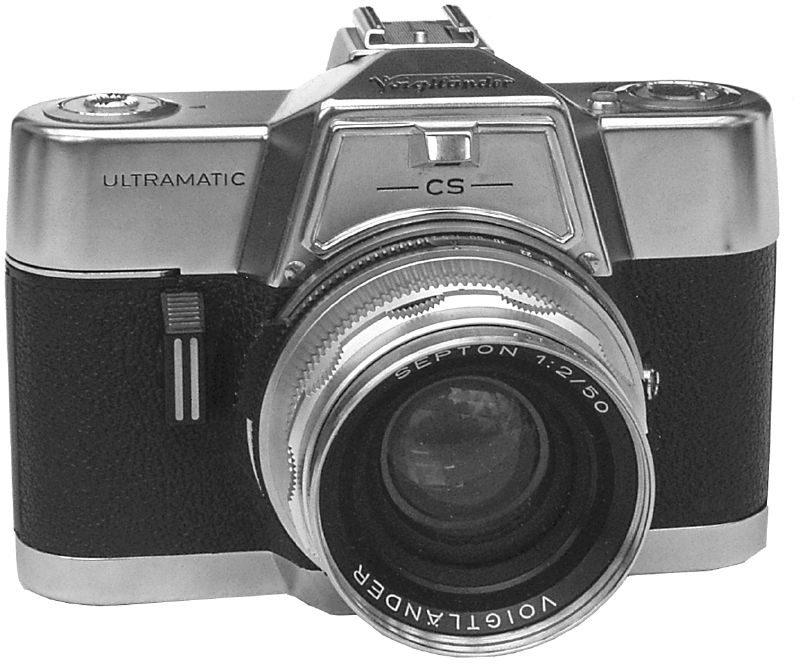
ウルトラマチックCS

- ウルトラマチックCS（Ultramatic CS 、1965年[2]または1966年[5]発売） - クイックリターンミラーでなくなってしまったが、しかし動作は安定したと言われる。CdS式のTTL露出計によるシャッター優先AE。
- ベッサマチックCS（Bessamatic CS 、1966年[2]、または1967年[5]発売） - CdS式のTTL露出計内蔵[2]。

### ベッサマチック/ウルトラマチックシリーズ用レンズ
- スコパレックス35mmF3.4[6][1]
- スコパレックス35mmF2.8[2]
- スコパゴン40mmF2
- セプトン50mmF2[2]
- カラースコパー50mmF2.8[6]
- カラーランター50mmF2.8[2]
- ダイナレックス90mmF3.4
- テレダイナレックス100mmF4.8[2]
- スーパーダイナレックス135mmF4[2]
- スーパーダイナレックス350mmF5.6[2][3]
- ズーマー36-82mmF2.8 - 12群14枚構成[2]。最短撮影距離1.5m[3]。ズーマーのOEMで世界初の一般スチルカメラ用ズームレンズ[7]。

## イカレックスシリーズ
ツァイス・イコンとの合併後に発売された。ベッサマチック/ウルトラマチックとレンズの互換性はない。

## VSLシリーズ

### VSLシリーズボディー
中級一眼レフカメラ。ローライへの商標売却後に発売された。
- VSL1（1974年フォトキナで発表[9]、発売） - M42マウント[10][9]。
- VSL1BM - マウントがQBMになった。ローライフレックスSL35Mとほぼ同一[11]。
- VSL2オートマチック（1974年[12]発売） - ローライフレックスSL35MEとほぼ同一[13]。マウントはQBM。
- VSL3 - マウントはQBM[12]。
- VSL3E（1978年発売[12]） - ローライフレックスSL35Eとほぼ同一[11]で、モータードライブなどオプションを共有できる[8]。ローライのシンガポール工場で生産されていた[14]。マウントはQBM。

### VSLシリーズ用レンズ
QBMのカメラにはローライSL35/SL2000シリーズ用のQBMマウントレンズも使用できる。
またローライから出ていた純正アダプターを介すればM42マウントのレンズも使用できた。
ここにはフォクトレンダーブランドのQBMマウント製品のみ掲載する。
- カラースコパレックス14mmF3.5[8]
- カラースコパレックス21mmF4[8]
- カラースコパレックス28mmF2.8[8]
- カラースコパレックス35mmF2.8[8]
- カラーウルトロン50mmF1.8[8]
- カラーウルトロン55mmF1.4[8]
- カラーダイナレックス85mmF2.8 - アタッチメントφ52mmねじ込み[8]。
- カラーダイナレックス85mmF2.8 - アタッチメントφ49mmねじ込み、標準レンズ並みの小型軽量タイプ[8]。
- カラーダイナレックス105mmF2.8[8]
- カラーダイナレックス135mmF2.8[8]
- カラーダイナレックス200mmF3.5[8]